# Kaszr Harana

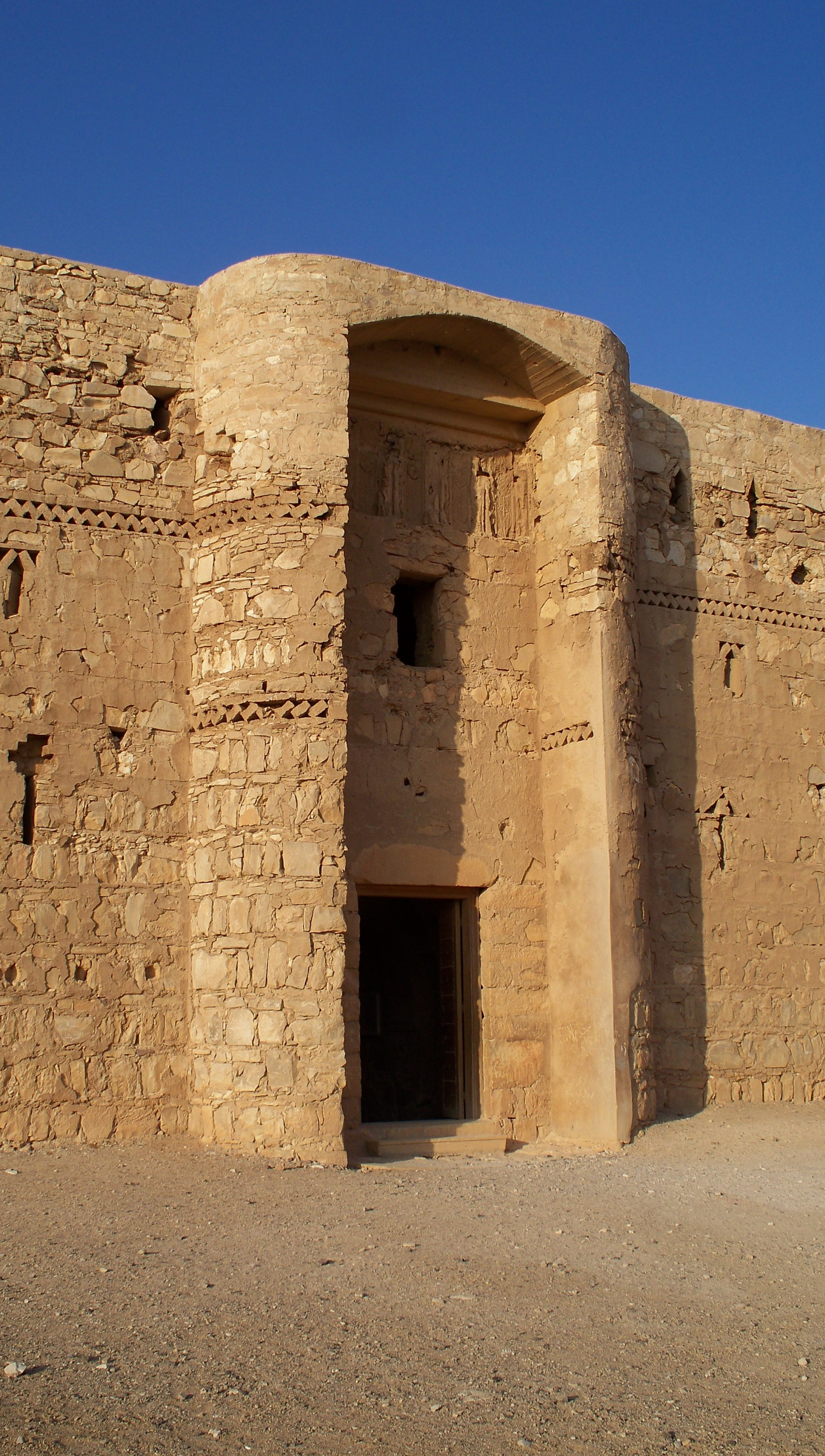
A kastély bejárata

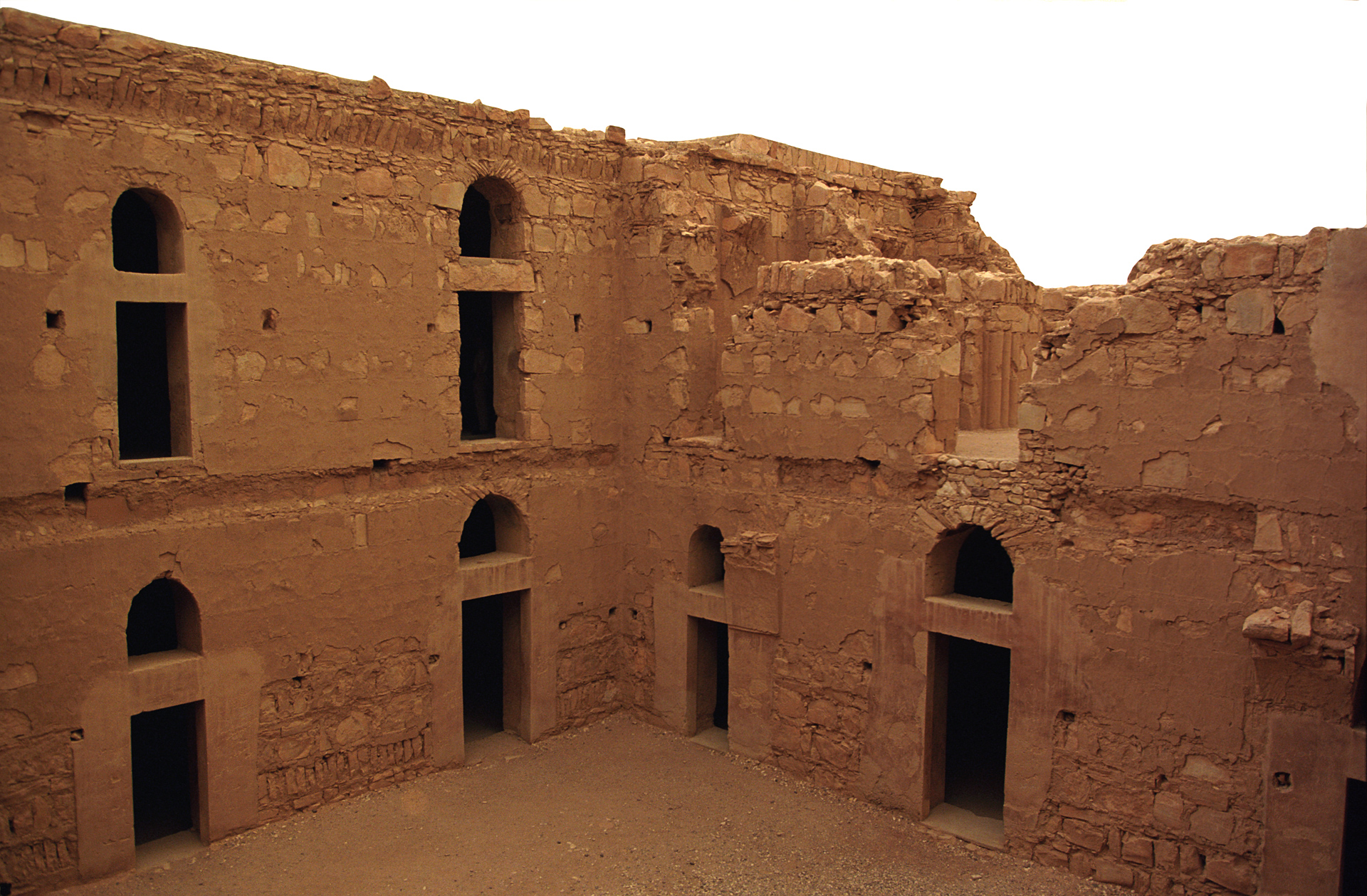
A kastély belső udvara

A Kaszr Harana (arabul: قصر خرّانة, míg más nyelvű átírásokban Qasr Kharana, Qasr al-Harrana, Qasr al-Kharanah, Kharaneh vagy Hraneh) a legismertebb és az egyik legjobb állapotban fennmaradt sivatagi kastély Jordániában. Egyike a számos kicsi kastélynak és erődnek, melyek az ország keleti részén elszórva találhatóak. Az épület körülbelül félúton van a főváros Ammán és a Szaúd-Arábiai Királyság határa között. A szászánida építészeti hatások és egy felső szinten található helyiség falán lévő ábrák alapján valószínűleg az i. sz. VIII század elején épült, így a régióban az egyik legkorábbi példája az az iszlám építészetnek.
A kastély eredeti rendeltetése máig ismeretlen. Külső megjelenése ugyan hasonlít a várakhoz, de ezen kívül semmi más nyoma nincs katonai felhasználásnak. Az épület belső elrendezése szintén civil alkalmazásra utal. Bár a külső falon lőrésekre emlékeztető nyílások vannak, de ezekről sem állíthatjuk teljes bizonyossággal, hogy kimondottan annak készültek volna. Az épület inkább karavánszeráj vagy kereskedők pihenőhelye lehetett, azonban itt nincs forrás vagy kút, ami a közelben fekvő hasonló létesítményekben megszokott volt. Ráadásul Kaszr Harana nem a környék főbb kereskedő útjai mellett volt.
Függetlenül az eredeti felhasználási céltól az épület nagyon jó állapotban maradt fenn. Mivel nincs messze Ammántól és most egy főútvonal húzódik mellette, ezért egyike a jordániai sivatag leglátogatottabb kastélyainak. Stephen Urice régész doktori disszertációjában foglalkozott Kaszr Haranával. Később ebből egy könyvet is írt, amit felhasználtak a kastély 1970-es évek végén elvégzett restaurálása során is.

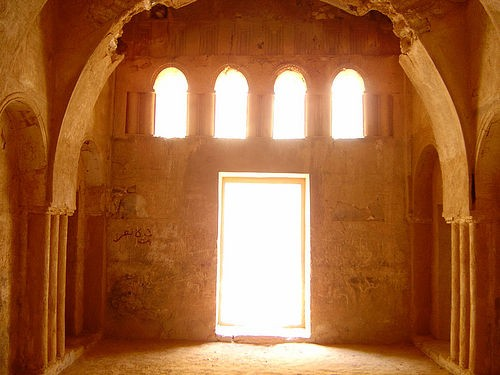
A kastély belülről

## Az épület leírása
A Kaszr Harana sivatagi kastély a 40-es számú főúttól délre fekszik. Ez az út köti össze a fővárost, Ammánt és a szaúd-arábiai határt. Az ország keleti részét valamint az iraki határt is ezen az úton lehet elérni. Az épület egy kis magaslaton épült, ami körülbelül 15 méterrel emelkedik a környező sivatag fölé, így már messziről látható minden irányból. A kastély alapterülete 1225  m². Alaprajza 35 m oldalhosszúságú négyzet, aminek a sarkain a fal síkjából kiugró kerek tornyok láthatóak. A déli fal közepén van az épület egyetlen kapuja, amit két oldalon, a fal síkjából előreugró, félkör alakú pillérek szegélyeznek. A pillérek a kapu felett lapos boltívvel vannak összekötve.
A fal agyagból készített habarcsba ágyazott durva mészkövekből készült. Az egyetlen díszítés a homlokzat felső harmadánál körbefutó, lapos kövekből kirakott cikk-cakk minta. Az épület két szintjén eredetileg összesen 60 helyiség volt. Ezek egy belső udvarra néztek, aminek a közepén egy esővízgyűjtő medence volt. Két boltíves helyiség van a kastély előterének két oldalán. Ezek minden bizonnyal istállóként és raktárként funkcionáltak. A bejárattól induló folyosó egy központi udvarba torkollik, amit három oldalon a földszinti helyiségek határolnak. Több helyiség alkot egy külön lezárható egységet, amit „Bayts”-nak hívtak. Ezek az egységek egy központi teremből és azt jobb és bal oldalról szegélyező szobából álltak. A szobák a központi terembe nyíltak. Sok szobának a falán van keskeny rés, ami a fényt és a szellőzést biztosította. Az emelet helyiségeinek majd mindegyike tartalmaz díszítő elemet, ékes kialakítású pillért, gipszből készült stukkót. A felső szint egy termének, a Graffiti szobának, az ábrái alapján az építés ideje körülbelül i. sz. 710-re tehető.

## Fordítás
Ez a szócikk részben vagy egészben  a   Qasr Kharana című német Wikipédia-szócikk ezen változatának fordításán alapul.  Az eredeti cikk szerkesztőit annak laptörténete sorolja fel. Ez a jelzés csupán a megfogalmazás eredetét és a szerzői jogokat jelzi, nem szolgál a cikkben szereplő információk forrásmegjelöléseként.